# Таримская впадина
Таримская или Кашгарская равнина (уйг. تارىم ئويمانلىقى / Тарим ойманлиқи / Tarim oymanliqi‎, кит. 塔里木盆地, палл. Талиму Пэньди) — бессточная область площадью 530 000 км², расположенная в Синьцзяне на западе Китая. Окружена горными хребтами Тянь-Шань на севере, Памиром на западе, Куньлунь на юге. Является самым крупным бассейновым ландшафтом Центральной Азии.

## География
Таримский бассейн является крайне засушливой местностью без вытекающих из неё рек, простирающейся с востока на запад на 1500 км, а с севера на юг на 600 км. Он находится в Синьцзян-Уйгурском автономном районе. Наиболее низкая точка находится у озера Лоб-Нор (около 780 м над уровнем моря) на востоке бассейна, а самая высокая точка (1410 м) расположена на юге у Хотана. Таримская платформа (плита) имеет форму ромба, зажатого между другими плитами.
В то время как с востока Таримский бассейн ограничен относительно низкими горами в направлении остального Китая и Монголии, по всем остальным направлениям он окружён многочисленными высокими горными хребтами. На севере возвышается Тянь-Шань с насчитывающим 7439 м Пиком Победы, на западе — Памир (Пик Исмаила Самани, 7495 м), на юго-западе — Каракорум (К2, 8611 м), на юге — Куньлунь (Конгур, 7719 м).
В центре Таримского бассейна, через который с запада на восток протекает река Тарим, расположена пустыня Такла-Макан, возникшая в течение миллионов лет в условиях резко континентального климата и дефицита осадков в этой заслоняемой высокими горными массивами местности.

## История
Согласно археологическим раскопкам, в Таримском бассейне некогда обитали тохары (см. таримские мумии, Лоулань). В Средние века по Таримскому бассейну проходил Великий шёлковый путь.

## Экономика
В центре пустыни Такла-Макан были открыты крупные месторождения нефти и газа — Таримский нефтегазоносный бассейн, Тахэ. Для их освоения была построена асфальтированная дорога (стоимость одного километра составила в среднем 14 миллионов долларов), ведущая через пустыню с юга на север. Эта дорога, обладающая по обе стороны укреплениями против песчаных дюн и перманентным сервисом по её очищению, часто рассматривается как самая дорогая дорога в мире, принимая во внимание затраты на её строительство и текущие расходы.
У реки Тарим и её притоков, а также по краям Таримского бассейна имеет место оазисное хозяйство.
В настоящее время Китай строит канал от реки Или до западной части Таримской котловины.